# لوکا مرگالی
لوکا مرگالی (انگلیسی: Luca Meregalli؛ زادهٔ ۱۴ ژوئیهٔ ۱۹۹۱) بازیکن فوتبال اهل ایتالیا است.
از باشگاه‌هایی که در آن بازی کرده‌است می‌توان به باشگاه فوتبال آ.ث. میلان و باشگاه فوتبال پرو ورچلی اشاره کرد.